# Euclasea acamati
Euclasea acamati är en skalbaggsart som först beskrevs av August Reichensperger 1939.  Euclasea acamati ingår i släktet Euclasea och familjen stumpbaggar. Inga underarter finns listade i Catalogue of Life.